# Mariano Fortuny Portell
Mariano Fortuny Portell (Barcelona, 25 de junio de 1855-Barcelona, 10 de enero de 1918) fue un político carlista, propietario y abogado español.

## Biografía
Era hijo de José Oriol Fortuny y Font y de Teresa Portell de Bahí. Durante la tercera guerra carlista perteneció al cuerpo jurídico en el Ejército carlista de Cataluña y fue director del Boletín Oficial del Principado de Cataluña.
Fue abogado del Colegio de Barcelona y del Juzgado de Granollers. Pertenecía también a la Asociación de Propietarios Rurales del Vallés como propietario de la finca agrícola de Can Roger (el Molí de les Canyes) de Canovellas y de varios terrenos en Granollers, donde en 1901 participó en la fundación de la Cámara Agrícola Oficial del Vallés. Aunque la organización era de carácter apolítico, como carlista tuvo alguna controversia con los catalanistas, pero ambos coincidían en atacar el «despótico centralismo» del sistema tributario.
En las elecciones generales de 1891 y 1893 fue candidato tradicionalista por el distrito de Castelltersol, sin éxito. Presentaría nuevamente su candidatura a diputado en la convocatoria de 1903 en la lista carlista de Barcelona encabezada por Juan Vázquez de Mella, que no logró la victoria frente a los republicanos y los regionalistas catalanes, a pesar de la intensa campaña electoral.
En un banquete de los carlistas catalanes el día de San Carlos de 1895, al que asistieron un millar de personas, pronunció un discurso, que finalizó brindando por el Ejército y por «Cuba española». En una conferencia pronunciada en 1896 dedicada a la memoria del general Juan Castells, llegó a afirmar que el partido carlista había sido «el pueblo escogido por Dios».

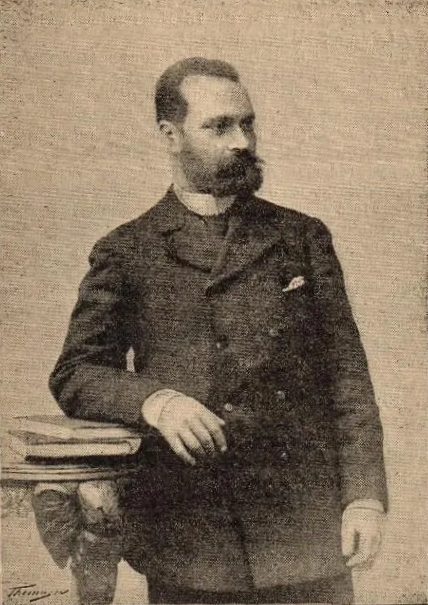
Mariano Fortuny y Portell retratado en la Biblioteca Popular Carlista (1896).

Fundó la Biblioteca Popular Carlista (1895-1897), que dirigió junto con Juan Bautista Falcó.
Como presidente de la Junta Provincial carlista de Barcelona, en 1907 planteó, junto con los demás jefes provinciales del partido, la separación del carlismo de la coalición Solidaridad Catalana. No obstante, dicha separación no se produjo debido a la negativa del jefe regional, Erasmo de Janer.
En las elecciones de 1910 fue uno de los cinco candidatos por Barcelona de la Coalición de Derechas. En su intervención en el mitin principal de la campaña, justificó el pacto derechista argumentando que «la unión era necesaria y urgente, y aunque ella no nos diese el triunfo material de los votos, nos daría la base firme de una futura acción amplísima».
En 1914 escribió La crisis del tradicionalismo y el programa mínimo, solicitando la inclusión de los mauristas en la Comunión Tradicionalista. Esta obra trataba de rebatir un folleto publicado por Salvador Minguijón, que propugnaba el acercamiento de los jaimistas a los católicos independientes con el fin de hacer evolucionar el régimen liberal, aparcando el pleito dinástico.
Se casó con Dolores Blanch Benet, con quien tuvo tres hijas: Mercedes, Teresa y Blanca Fortuny Blanch. Uno de sus nietos, Pedro Ribas Fortuny, fue un rico propietario de Tarrasa y estuvo cautivo en Barcelona durante la guerra civil española.

## Obras
- La crisis del tradicionalismo y el programa mínimo. Observaciones sobre un folleto minimista (1914)